# Piper PA-42 Cheyenne
O Piper PA-42 Cheyenne é uma aeronave turboélice construída pela Piper Aircraft. O PA-42 Cheyenne é um desenvolvimento maior dos anteriores PA-31T Cheyennes I e II.

## História

### Cheyenne III
O PA-42 Cheyenne III foi anunciado em setembro de 1977. O primeiro Cheyenne III voou pela primeira vez em 18 de maio de 1979 e a certificação FAA foi concedida no início de 1980. Comparado com o Cheyenne II, tinha cerca de 1 metro a mais de comprimento, era alimentado por turboélices PT6A-41 de 720 shp e possuía uma cauda em T, a diferença externa mais acentuada entre o PA-31T e o PA-42. As entregas da produção começaram em 30 de junho de 1980. O Cheyenne III padrão possui um conjunto completo de equipamentos de degelo, hélices de ponta Q, geradores de partida mais potentes com 250 amperes, e um sistema de pressurização de 6,3 psi apoiado por um sistema de emergência operado pelo ar de sangria do motor direito.
Várias atualizações importantes se tornaram padrão para o Cheyenne III, que incluíam o Stability Augmentation System (SAS), saída de escape reprojetada, que, segundo a Piper, permitiam uma velocidade indicada adicional de 11 km/h; e uma tomada de ar reprojetada, que permitia a entrada de um volume maior de ar no motor. Além disso, estava disponível uma tomada de ar externa para resfriamento de óleo em vez de usar o ar de admissão do motor.
O PA-42-720 Cheyenne IIIA substituiu o Cheyenne III depois de 88 unidades produzidas. O IIIA tem aparência semelhante ao III, mas possui motores PT6A-61 e geradores de partida de 300 amperes. O motor PT6A-61 fornece os mesmos 720 shp, mas, com um compressor axial adicional, permite que o teto operacional seja mais alto. O IIIA também possui um sistema de ar condicionado aprimorado, maior espaço para passageiros e unidades de controle de combustível mais confiáveis. Os IIIA que foram operados pela Lufthansa possuíam as cabines de voo configuradas para se parecerem com o Airbus A310 da companhia aérea. A Alitalia também operou o IIIA para fins de treinamento.

### Cheyenne IV/400

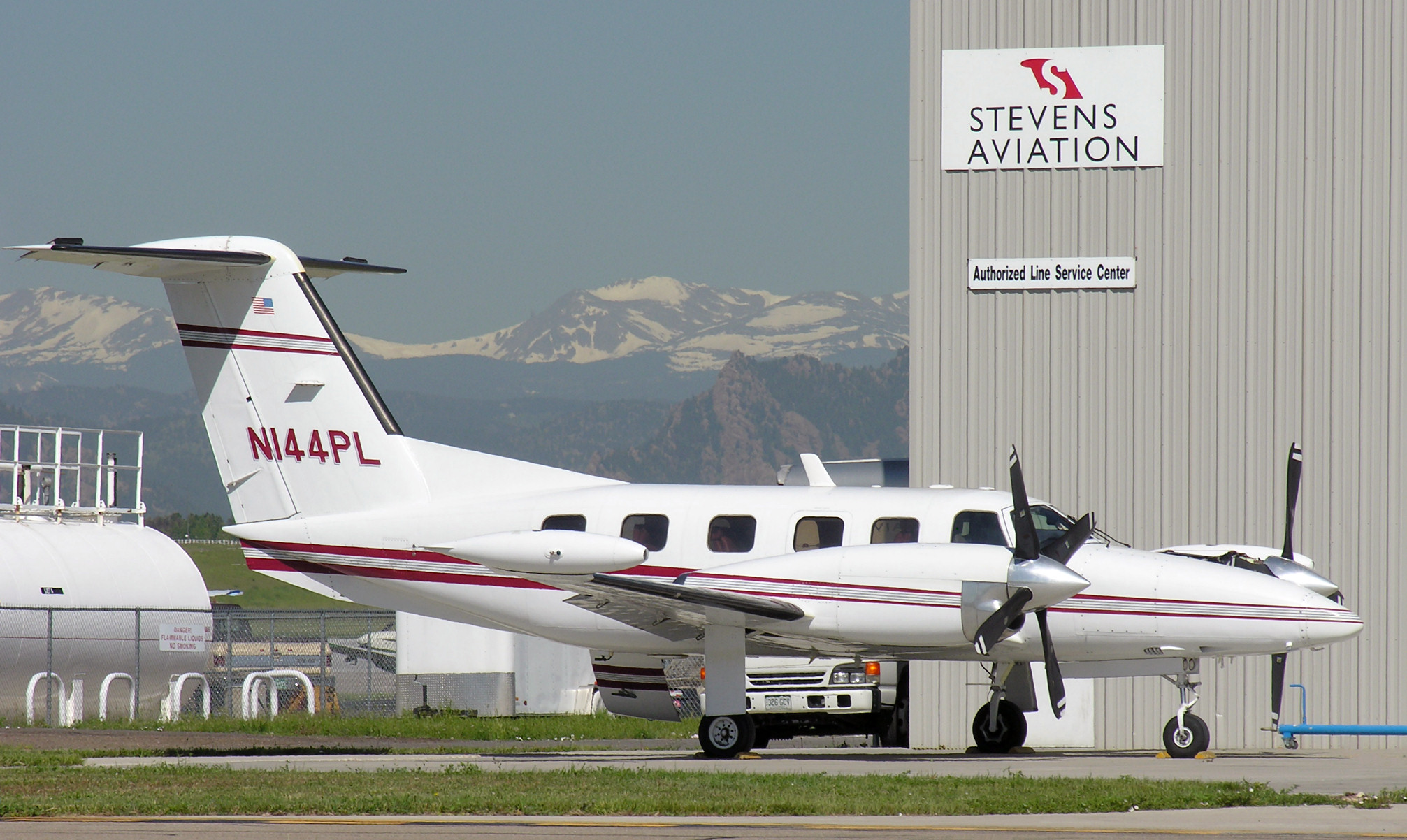
Cheyenne 400, com 4 pás de hélice

No final da década de 1970, a Piper evitou desenvolver um jato executivo leve para competir com o Cessna Citation I e acabou substituindo os motores PT6A de 720 shp para Honeywell TPE331 de 1.000 shp. O PA-42-1000 Cheyenne IV foi certificado em 1984, 44 unidades foram construídas até 1991 e, até 2018, 37 permaneciam em serviço. Devido à sua velocidade máxima de mais de 400 mph, ele foi renomeado Cheyenne 400. A grande diferença visual para o PA-42 Cheyenne III é a sua hélice que possui 4 pás, ao invés de 3.